# Sabanejewia romanica
Sabanejewia romanica é uma espécie de peixe actinopterígeo da família Cobitidae.
Pode ser encontrada na Roménia.